# 黑海人種
黑海人種（英語：Pontid race），是高加索人种的分支，地中海人种亚群，属于东地中海类型。分布於黑海北岸一帶。切爾克斯人、阿布哈茲人、格魯吉亞人、南部俄羅斯人、烏克蘭人、摩爾多瓦人、羅馬尼亞人、波蘭人、捷克人、斯洛伐克人、匈牙利人與東南歐人均为此人種。

## 体质
他們有直鼻，他們不同於地中海人種主要是肤色，頭髮與眼珠較淺色，身材亦较为高大。